# XAP (procesador)
Un procesador XAP provee el elemento computacional en un circuito integrado para procesar una señal digital. Una familia de procesadores XAP de 16 y 32 bits han sido diseñados y realizados por Cambridge Consultants desde 1993. El procesador está integrado en un ASIC, con otros circuitos lógicos digitales. También incluye a menudo algunas entradas analógicas o interfaces digitales. El objetivo de los procesadores XAP son los ASIC con un consumo de energía bajo, un coste reducido y producidos en grandes cantidades para aplicaciones como Bluetooth, Zigbee, GPS, RFID, Near Field Communication y otras tecnologías inalámbricas. También son muy apropiados para los ASIC en sensores o en dispositivos implantables, como audífonos.
El procesador XAP está diseñado usando el lenguaje Verilog y es suministrado como un llamado 'soft IP core, donde IP significa Propiedad Intelectual. Los ingenieros pueden montar sus diseños usando un juego de dichos núcleos, o componentes de circuito, licenciados de los proveedores de IP, lo que significa que no tienen que diseñar todo desde el principio y pueden, en lugar de ello, reutilizar los núcleos que ya han sido probados en otros diseños.
Actualmente existen tres procesadores XAP disponibles: el XAP3, de 32 bits, el XAP4, de 16 bits, y el XAP5, también de 16 bits, que puede direccionar hasta 16MB de memoria. Todos los procesadores XAP tienen una arquitectura RISC. Están soportados por las herramientas de desarrollo por software xIDE y la tecnología SIF de debug.
® XAP es una marca registrada de Cambridge Consultants Ltd.
Nota: No existen herramientas de desarrollo de fuente abierta disponibles para la serie XAP.